# Ryuto Yasuoka
Ryuto Yasuoka (født 27. april 1995 i Koshigaya) er en japansk basketballspiller som deltog i de olympiske lege 2020.